# Alessia Crippa
Alessia Crippa (Domodossola, 26 giugno 2000) è una skeletonista italiana.

## Biografia
Originaria di Crodo (VB), si dedica inizialmente ad atletica leggera e sci alpino, per poi passare allo skeleton ed esordire in Coppa Europa il 14 gennaio 2016 a Königssee; nella stagione inaugurale raccoglie 34 punti e termina 33^ nella classifica generale. 

### 2017–2020
Nella stagione 2017/18 ottiene per la prima volta un piazzamento tra le prime 20, nella tappa di Altenberg il 12 febbraio 2018, bissando poi il risultato una settimana dopo a Igls; il 25 gennaio partecipa inoltre ai mondiali juniores di St. Moritz, risultando la migliore delle italiane in gara.
L'annata successiva vede i suoi primi piazzamenti in top-10 in Coppa Europa, nelle tappe di Altenberg dell'11 e 12 gennaio 2019; viene inoltre convocata nuovamente per i mondiali juniores di Königssee.
Nella stagione 2019/20 debutta in Coppa Intercontinentale, il 23 novembre 2019 a Sochi, piazzandosi nona e terminando la stagione al tredicesimo posto in classifica generale; un mese dopo centra i primi podi in Coppa Europa, piazzandosi seconda nelle due gare tenute a Igls il 10-11 gennaio 2020 e chiudendo l'annata al dodicesimo posto nella graduatoria finale. Il progresso nei risultati le vale il debutto in Coppa del Mondo: il 24 gennaio 2020 si piazza pertanto 22ª a Königssee. A seguire, il 9 febbraio chiude all'8º posto la gara dei mondiali juniores di Winterberg. A fine febbraio-inizio marzo arriva quindi l'esordio ai mondiali assoluti di Altenberg: nella gara individuale si piazza al ventiduesimo posto, mentre nella gara a squadre miste (corsa in coppia con Amedeo Bagnis) finisce al 14º posto.

### 2021–2023
Nel 2020/21 si dedica a tempo pieno alla Coppa del Mondo, terminando la stagione al quindicesimo posto in classifica generale e piazzandosi nuovamente ventiduesima ai mondiali di Altenberg nell'individuale e nona a squadre; nella categoria juniores giunse invece settima nella rassegna iridata di Sankt Moritz mentre conquistò la medaglia d'argento agli europei juniores di Innsbruck 2021. 
L'annata successiva in Coppa del Mondo vide la conquista due soli piazzamenti nella top 20 su sei gare disputate e un ventitreesimo posto finale. Vinse invece nuovamente una medaglia agli europei juniores di Altenberg, conquistando il bronzo. In tale stagione si arruolò altresì nel Centro Sportivo Aeronautica Militare.

## Palmarès

### Europei juniores
- 2 medaglie:
  - 1 argento (singolo a Innsbruck 2021);
  - 1 bronzo (singolo ad Altenberg 2022.

### Coppa del Mondo
- Miglior piazzamento in classifica generale: 15ª nel 2020/21.

### Circuiti minori

#### Coppa Intercontinentale
- Miglior piazzamento in classifica generale: 13ª nel 2019/20.

#### Coppa Europa
- Miglior piazzamento in classifica generale: 12ª nel 2019/20;
- 3 podi (nel singolo):
  - 3 secondi posti.

### Campionati italiani
- 4 medaglie:
  - 3 argenti (singolo a Igls 2017[3]; singolo a Igls 2019[4]; singolo a Igls 2021[5]).
  - 1 bronzo (singolo a Igls 2016[6]).